# Воронцов, Николай Алексеевич (1920—1983)
Николай Алексеевич Воронцов (12 декабря 1920, Логинцево, Ярославская губерния — 29 декабря 1983, Брейтово, Ярославская область) — участник Великой Отечественной войны, командир пулемётной роты 703-го стрелкового полка, 233-й стрелковой дивизии 75-го стрелкового корпуса, 57-й армии, 3-го Украинского фронта, старший лейтенант. Герой Советского Союза.

## Биография
Родился 12 декабря 1920 года в дер. Логинцево (ныне — Брейтовского района Ярославской области) в семье крестьянина. Русский.
Образование неполное среднее. Работал в колхозе.
В Красной Армии с 1939 года. Участвовал в советско-финлядской войне 1939—1940. В 1941 году окончил пулемётно-артиллерийское училище. В действующей армии — с июня 1942 года. Член ВКП(б) / КПСС с 1943 года.
Командир пулемётной роты 703-го стрелкового полка старший лейтенант Николай Воронцов в ноябре 1944 года, приняв в ходе боя командование батальоном, первым в части форсировал реку Дунай в районе с. Батина (севернее г. Осиек, Югославия) и закрепился на его правом берегу. Отражал в день по 10-12 контратак превосходящих сил противника, уничтожил большое количество живой силы и техники врага. Будучи ранен, продолжал управлять боем.
Войну гвардии старший лейтенант Н. А. Воронцов закончил в качестве командира стрелковой роты 298-го гвардейского стрелкового полка 100-й гвардейской стрелковой дивизии 9-й гвардейской армии; участвовал в Венской и Пражской стратегических наступательных операциях.
С 1946 майор Н. А. Воронцов — в запасе. До 1973 года работал в органах МВД СССР.
Проживал в Брейтово Ярославской области. Умер 29 декабря 1983 года, похоронен в с. Брейтово Ярославской области.

## Награды
- Указом Президиума Верховного Совета СССР от 24 марта 1945 года за умелое выполнение боевой задачи, мужество и героизм, проявленные при форсировании Дуная, старшему лейтенанту Воронцову Николаю Алексеевичу присвоено звание Героя Советского Союза с вручением ордена Ленина и медали «Золотая Звезда» (№ 8947).
- Награждён орденами Ленина и Отечественной войны 1 степени, а также медалями.

## Память
- В селе Брейтово именем Героя названа улица.